# Intermediair
Intermediair ist das größte niederländische Wochenblatt für Akademiker mit u. a. umfangreichem Teil für Stellenangebote. Der Bezug der Zeitschrift ist für in den Niederlanden wohnhaft Personen bis 45 Jahre mit abgeschlossenem FH- oder Universitätsstudium kostenlos. Inhalte sind neben Arbeitsmarkt und beruflichen Netzwerken auch Artikel über Wirtschaft, Wissenschaft, Technik und Trends. Die Zeitschrift war bereits seit längerer Zeit auch für Nicht-Abonnenten online einsehbar, als im November 2012 beschlossen wurde, ganz auf Druckausgaben zu verzichten und sie nur noch online zu vertreiben.